# カバンシ石
カバンシ石（英語：Cavansite、カバンサイト）とは、バナジルイオンを含み、モース硬度3〜4と脆く、放射状の青い斜方晶系ケイ酸塩鉱物である。
カルシウム（Calcium）、バナジウム（Vanadium）、シリコン（Silicon）の頭を合わせて名付けられた。同質異像のペンタゴン石（Pentagonite）とは共産するが、名前通り五角形（時に星形）になること、日光下ではペンタゴン石は緑色を帯びるので区別できる。
ただし、石田らにより、カバンシ石とペンタゴン石は加熱しても可逆的に変化しないこと、カバンシ石は水酸基とヒドロニウムを含むことが判明している。このことから、石田らはカバンシ石の組成式としてCa(VO)(Si4O10)・(H2O)4-2x(H3O)x(OH)xを提案し、カバンシ石は低温で生成してペンタゴン石は高温で生成すると主張している。
模式地はアメリカ合衆国オレゴン州マルヒュア郡オワイヒー州立公園だが、現在ではインド・プネー県で束沸石と共に大量に産出する。